# Джон Слеттері
Джон М. Слеттері молодший (англ. John M. Slattery Jr., нар. 13 серпня 1962) — американський актор і режисер, відомий за своєю ролю Роджера Стерлінга в телесеріалі «Божевільні».

## Біографія
Слеттері народився в Бостоні, штат Массачусетс, в ірландській сім'ї з шести дітей. Слеттері є найбільш відомим по ролі в телесеріалі «Божевільні», в якому він знімався з 2007 року по 2015 рік. За цей проєкт він був номінований три роки поспіль на премію «Еммі» у категорії «Найкращий актор другого плану» в драматичному серіалі.
Він також відомий за ролями на телебаченні в серіалах «Відчайдушні домогосподарки», «Вілл і Грейс», «Секс і місто», «Джек і Боббі» та інших .
У 2003 році він зіграв роль бойфренда героїні Джулії Робертс у фільмі «Посмішка Мони Лізи». Він також у різні роки знявся у фільмах «Мерія», «Сплячі», «Прапори наших батьків», «Війна Чарлі Вілсона», «Брудні танці 2: Гаванські ночі» та «Залізна людина 2» 2010 року.
Нещодавно він також з'явився як запрошена зірка в ситкомі «30 потрясінь». Озвучив адмірала Хевлока у грі «Dishonored». У 2011 році зіграв у фільмі «Змінюючи реальність».
У 2014 році здійснив дебют у режисурі, поставивши чорну трагікомедію «Божа кишеня», одну з останніх ролей в якій виконав друг Слеттері Філіп Сеймур Хоффман.

## Особисте життя
У 1998 році на острові Кауаї одружився з актрисою Талія Болсам. Пара має сина Гаррі. Слеттери займається серфінгом.

## Фільмографія
| Рік       |     | Українська назва                               | Оригінальна назва                             | Роль                              |
| --------- | --- | ---------------------------------------------- | --------------------------------------------- | --------------------------------- |
| 1988      | с   | Брудна дюжина: серіал                          | Dirty Dozen: The Series                       | пересічний Ділан Лідс             |
| 1989      | с   | Таємниці батька Даулінга                       | Father Dowling Mysteries                      | Дуг                               |
| 1990      | с   | Молоді наїзники                                | The Young Riders                              | Генрі Манці                       |
| 1991      | с   | Під прикриттям                                 | Under Cover                                   | Грем Паркер                       |
| 1991      | с   | Чайна-Біч                                      | China Beach                                   | доктор Боб                        |
| 1991      | тф  | Під прикриттям                                 | Under Cover                                   | Грем Паркер                       |
| 1991      | тф  | Перед штормом                                  | Before the Storm                              | Грем Паркер                       |
| 1991—1993 | с   | У тилу                                         | Homefront                                     | Аль Кан                           |
| 1995      | с   | Секрет успіху                                  | A Woman of Independent Means                  | Дуайт                             |
| 1995      | с   | Нед і Стейсі                                   | Ned and Stacey                                | Сем                               |
| 1996      | ф   | Мерія                                          | City Hall                                     | детектив Джордж                   |
| 1996      | тф  | Лілі Дейл                                      | Lily Dale                                     | Вілл Кіддер                       |
| 1996      | ф   | Стирач                                         | Eraser                                        | агент ФБР Корман                  |
| 1996      | ф   | Сплячі                                         | Sleepers                                      | Карлсон                           |
| 1997      | ф   | Червоне м'ясо                                  | Red Meat                                      | Стефан                            |
| 1997      | ф   | Війна мого брата                               | My Brother's War                              | Девлін                            |
| 1997      | с   | Федерали                                       | Feds                                          | Майкл Манчіні                     |
| 1998      | с   | З Землі на Місяць                              | From the Earth to the Moon                    | Волтер Мондейл                    |
| 1998      | с   | Нас п'ятеро                                    | Party of Five                                 | Джей Мотт                         |
| 1998      | ф   | Відчайдушний сезон                             | Harvest                                       | шериф Біл Джонсон                 |
| 1998      | ф   | Голий король                                   | The Naked Man                                 | Бернс                             |
| 1998      | ф   | Де ж Марлоу?                                   | Where's Marlowe?                              | Кевін Мерфі                       |
| 1998      | с   | Фірмовий рецепт                                | Becker                                        | Пітер                             |
| 1998—1999 | с   | Меггі                                          | Maggie                                        | доктор Річард Майєрс              |
| 1998—2000 | с   | Закон і порядок                                | Law & Order                                   | доктор Річард Шипман/Арлен Левітт |
| 1999      | с   | Вілл і Грейс                                   | Will & Grace                                  | Сем Трумен                        |
| 1999—2000 | с   | Справедлива Емі                                | Judging Amy                                   | Майкл Кессіді                     |
| 2000      | тф  | Впіймати падаючу зірку                         | Catch a Falling Star                          | Бен Кемерон                       |
| 2000      | с   | Секс і місто                                   | Sex and the City                              | Білл Келлі                        |
| 2000      | ф   | Траффік                                        | Traffic                                       | Ден Кольєр                        |
| 2000      | кф  | Поїздка додому                                 | The Ride Home                                 | Джош/Макс                         |
| 2001      | ф   | Коханець Сем                                   | Sam the Man                                   | Максвелл Слейд                    |
| 2001—2002 | с   | Ед                                             | Ed                                            | Денніс Мартіно                    |
| 2002      | ф   | Погана компанія                                | Bad Company                                   | Роланд Ятс                        |
| 2002      | тф  | Смерть у ній                                   | A Death in the Family                         | Джей Фоллет                       |
| 2003      | ф   | Станційний доглядач                            | The Station Agent                             | Девід                             |
| 2003      | с   | До Стріт                                       | K Street                                      | Томмі Фленіган                    |
| 2003      | ф   | Посмішка Мони Лізи                             | Mona Lisa Smile                               | Пол Мур                           |
| 2004      | ф   | Шум                                            | Noise                                         | детектив Резерфорд                |
| 2004      | ф   | Брудні танці 2: Гаванські ночі                 | Dirty Dancing: Havana Nights                  | Берт Міллер                       |
| 2004      | тф  | Історія Брук Еллісон                           | The Brooke Ellison Story                      | Ед Еллісон                        |
| 2004—2005 | с   | Джек і Боббі                                   | Jack & Bobby                                  | Пітер Бенедикт                    |
| 2006      | ф   | Ситуація                                       | The Situation                                 | полковник Каррік                  |
| 2006      | ф   | Прапори наших батьків                          | Flags of our Fathers                          | Бад Гербер                        |
| 2007      | ф   | Суперпес                                       | Underdog                                      | мер Кепітол-Сіті                  |
| 2007      | ф   | Заборонена дорога                              | Reservation Road                              | Стів Каттер                       |
| 2007      | с   | Відчайдушні домогосподарки                     | Desperate Housewives                          | Віктор Ланг                       |
| 2007      | ф   | Війна Чарлі Вілсона                            | Charlie Wilson's War                          | Кравелі                           |
| 2007—2015 | с   | Божевільні                                     | Mad Men                                       | Роджер Стерлінг                   |
| 2008      | с   | Saturday Night Live                            | Saturday Night Live                           | Роджер Стерлінг                   |
| 2010      | ф   | Залізна людина 2                               | Iron Man 2                                    | Говард Старк                      |
| 2010      | с   | Студія 30                                      | 30 Rock                                       | Стівен Остін                      |
| 2011      | ф   | Повернення                                     | Return                                        | Бад                               |
| 2011      | ф   | Змінюючи реальність                            | The Adjustment Bureau                         | Річардсон                         |
| 2011      | с   | Сімпсони                                       | The Simpsons                                  | Роберт Марлоу                     |
| 2011—2012 | с   | Шоу Клівленда                                  | The Cleveland Show                            | Гіл                               |
| 2012      | док | Моя найбільша вина: Тиша в Храмі Божому        | Mea Maxima Culpa: Silence in the House of God | Артур                             |
| 2012      | ф   | Людська природа                                | In Our Nature                                 | Гіл                               |
| 2013      | ф   | Синій птах                                     | Bluebird                                      | Річард                            |
| 2013      | с   | Уповільнений розвиток                          | Arrested Development                          | Мер Бокс                          |
| 2015      | ф   | Третій зайвий 2                                | Ted 2                                         | Шеп Уайлд                         |
| 2015      | ф   | Людина-мураха                                  | Ant-Man                                       | Говард Старк                      |
| 2015      | с   | Спекотне американське літо: Перший день табору | Wet Hot American Summer: First Day of Camp    | Клод Дамет                        |
| 2015      | с   | Документальні фільми зараз!                    | Documentary Now!                              | Вільям Х. Себастьян               |
| 2015      | ф   | У центрі уваги                                 | Spotlight                                     | Бен Бредлі-молодший               |
| 2016      | ф   | Перший месник: Протистояння                    | Captain America: Civil War                    | Говард Старк                      |
| 2018      | с   | Романови                                       | The Romanoffs                                 | Деніел Різ                        |
| 2019      | ф   | Месники: Завершення                            | Avengers: Endgame                             | Говард Старк                      |
| 2019      | с   | Сучасне кохання                                | Modern Love                                   | Денніс (2 епізоди)                |
| 2020      | с   | Місис Америка                                  | Mrs. America                                  | Фред Шлефлі (9 епізодів)          |
| 2020      | с   | NEXT                                           | neXt                                          | Пол Лебланк (10 епізодів)         |
| 2021      | с   |                                                | Girls5eva                                     | Джон Слеттері (1 епізод)          |
| 2021      | с   | Корпорація Санти                               | Santa Inc.                                    | Ларсон (голос)                    |
| 2022      | ф   | Зізнавайтеся, Флетч                            | Confess, Fletch                               | Френк Джаффі                      |
| 2022      | с   | Хороша боротьба                                | The Good Fight                                | д-р Лайл Беттанкур (9 епізодів)   |
| 2023      | с   | Чим ми займаємося в тінях                      | What We Do in the Shadows                     | Джон Слеттері (1 епізод)          |
| 2023      | с   | А що як...?                                    | What If...?                                   | Говард Старк (1 епізод, голос)    |
| 2024      | ф   | Без глазурі                                    | Unfrosted                                     | рекламник                         |
| 2025      | ф   | Нюрнберг                                       | Nuremberg                                     | Бертон Кертіс Андрус              |

### Режисер
- 2010—2013: Божевільні / Mad Men (5 епізодів)
- 2014: Божа кишеня / God's Pocket

### Сценарист
- 2014: Божа кишеня / God's Pocket

### Продюсер
- 2014: Божа кишеня / God's Pocket

### Озвучування ігор
- 2012: Dishonored — адмірал Хевлок